# Wieseth
Wieseth är en kommun och ort i Landkreis Ansbach i Regierungsbezirk Mittelfranken i förbundslandet Bayern i Tyskland.
Kommunen ingår i kommunalförbundet Dentlein am Forst  tillsammans med köpingen Dentlein am Forst och kommunen Burk.